# دوري مالاوي الدرجة الأولى 2018
دوري مالاوي الدرجة الأولى 2018 (بالإنجليزية: 2018 Malawi Premier Division)‏ هو موسم من دوري مالاوي الدرجة الأولى. أشرف على تنظيمه اتحاد مالاوي لكرة القدم، وكان عدد الأندية المشاركة فيه 16، وفاز فيه نياسا بيغ بولتس.